# Iatskivka
Iatskivka (ukrainien : Яцківка) est un village de l'Oblast de Donetsk en Ukraine.

## Géographie
Elle est localisée à une quinzaine de kilomètres à l'Est de la ville d'Izioum, au bord de la rivière Oskil.

## Histoire
Prise par les russes en mars 2022, lors de l'invasion de l'Ukraine par la Russie en 2022, elle est libérée par l'armée ukrainienne le 22 septembre 2022,,.